# Алёшкин, Иван Прохорович
Иван Прохорович Алёшкин — советский хозяйственный, государственный и политический деятель.

## Биография
Родился в 1901 году. Член ВКП(б).
Участник Гражданской войны, красноармеец. С 1924 года — на хозяйственной, общественной и политической работе. В 1924—1960 годах — разнорабочий, мастер, сталевар металлургического завода «Красный Октябрь» города Сталинграда, обладатель мирового рекорда плавки чугуна, в марте 1934 года был признан лучшим сталеваром Советского Союза и премирован автомобилем, участник Великой Отечественной войны, сталевар металлургического завода «Красный Октябрь» города Сталинграда.
Избирался депутатом Верховного Совета СССР 2-го и 3-го созывов.
Умер после 1960 года.